# Kalinówka (miasto)
Kalinówka (ukr. Калинівка, Kałyniwka) – miasto w obwodzie winnickim Ukrainy, siedziba władz rejonu kalinowskiego.
Węzeł kolejowy.

## Historia
Miejscowość założono w I połowie XVIII wieku.
W Kalinówce w 1793 urodził się Karol Sienkiewicz – polski poeta, historyk, działacz społeczno-polityczny, współtwórca Biblioteki Polskiej w Paryżu.
Pod rozbiorami siedziba dawnej gminy Kalinówka w powiecie winnickim  w guberni podolskiej.
Miasto od 1979.
W 1989 liczyło 19 751 mieszkańców.
W 2013 liczyło 19 291 mieszkańców.